# James Tobin
Pour les articles homonymes, voir Tobin.
James Tobin (5 mars 1918 - 11 mars 2002) est un économiste américain, pro-keynésien, qui a contribué à la science économique en particulier dans les domaines de l'investissement, des marchés financiers et des politiques budgétaire et monétaire. Il est connu pour la « taxe Tobin » (visant à réduire la volatilité des taux de change), dont il a proposé la création. Le prix de la Banque de Suède lui est attribué en 1981.

## Biographie
James Tobin fit ses études à l'université Harvard. Il fut conseiller économique en 1961-1962 auprès du gouvernement des États-Unis de John Fitzgerald Kennedy et professeur à l'université Yale, de 1955 à 1988. En 1981, il fut lauréat du « prix Nobel » d'économie.
James Tobin était un économiste keynésien, c'est-à-dire, entre autres, favorable à l'intervention gouvernementale comme stabilisateur de la production, ayant pour but de favoriser le plein emploi et d'éviter les récessions. Il eut une passe d'armes avec Jacques Rueff en 1948 dans The Quarterly Journal of Economics à propos de l'article intitulé Les erreurs de la théorie générale de Lord Keynes que Rueff avait écrit l'année précédente. Toutefois, alors que Keynes pensait que la préférence pour la liquidité détermine les taux d'intérêt, James Tobin défendait l'idée contraire, selon laquelle le niveau des taux d'intérêt influait cette préférence pour la liquidité.
En 1956, il a participé au développement du modèle Baumol-Tobin qui décrit la demande de monnaie d'un ménage.
James Tobin accéda à la notoriété en proposant une taxation sur certains mouvements de capitaux (transactions de change). L'objectif de cette taxation était de réduire la spéculation à court terme sur les places financières, qu'il jugeait contre-productive. Il suggéra aussi que les revenus de cette taxe soient confiés au FMI.
L'idée de la taxe Tobin dite « du sable dans les engrenages » ou encore la « taxe Robin des Bois », est soutenue par de nombreuses personnalités, organisations du mouvement altermondialiste et associations, dont notamment ATTAC. Elle est dénoncée notamment par Robert Mundell. James Tobin déclara que s'il était toujours favorable à cette taxe, il était d'abord partisan du libre-échange et considérait le produit de la taxe comme secondaire et qu'il ne pouvait donc pas soutenir le mouvement altermondialiste.
Il est également à l'origine du modèle tobit utilisé en économétrie et de la notion du ratio « Q de Tobin ». 